# 이오시프 시킨
이오시프 바실리예비치 시킨(러시아어: Ио́сиф Васи́льевич Ши́кин, Iosif Vasilevich Shikin, 1906.08.26 ~ 1973.07.30)은 소련의 군인으로, 김일성의 북한지도자 선정에 간여하고 북한의 공산화 계획인 "시킨 보고서"를 작성한 인물이다.

## 약력
시킨은 정치 군인으로 계급은 상장에 이르렀으며, 북한의 소련군정을 사실상 총지휘한 연해주군관구 군사위원 테렌티 스티코프의 직계 상관으로 스탈린의 복심이었다.
그는 1945년 8월 2일 ~ 1945년 12월 20일 기간 극동군 총사령부의 군사위원으로 하바로프스크에 머물렀다. 1945년 8월말 또는 9월초 극동군 총사령부에서 북한 지도자 후보로 김일성을 면접 심사할 때 제2 극동전선군 사령관 막심 푸르카예프 대장과 함께 면접위원이었다.
그가 1945년 12월 25일자로 작성한 소위 '시킨 보고서'는 소련군 점령 초기 북한 통치의 현황과 문제점을 적시하고, 9월 20일자 스탈린의 지령문이 잘 이행되지 않고 있다면서 이를 바로잡는 방향을 제시하고 있다. 북한이 1946년 3월 5일 단행한 토지개혁도 시킨 보고서에 의거하여 시행된 것이다.
시킨은 소련군 총정치사령관으로 점령지인 북한에 대한 정치공작을 총괄하는 인물이었다. 1945년부터 49년까지 총정치사령관이라는 중책을 맡을 정도로 최고지도자 스탈린의 총애를 받았으며, 비밀경찰 내무인민위원회의 총수 베리아에 이어 제3인자라는 소리를 들었다.